# Long time
Long Time (en español: Mucho Tiempo) es una canción perteneciente al álbum Loba de la cantautora colombiana Shakira.  Musicalmente, "Long Time" es un tema estilo dance pop con influencias latinas, un puente de una gaita colombiana y son istmeño.

## Publicación
Esta canción fue difundida por primera vez en una radiodifusora famosa de Latinoamérica el 28 de diciembre del 2009, en esta estación de radio se había dicho que la discográfica de Shakira habría confirmado que sería el próximo sencillo de este álbum luego de Give it up to me, luego empezó a rodar la noticia en todos los medios de internet. En la que también se había confirmado que el video sería rodado en Uruguay, y además que no solo ella participando en su video que sino también estaría haciendo una participación especial la cantante Fergie y el director del video habría sido Jake Nava.
Tiempo después la misma estación que había dicho que era "Long Time" sería el próximo sencillo dijo que la información dada era una broma del día de los inocentes.